# It's Not the End of the World, But I Can See It from Here
Singles de Lostprophets
4:AM Forever
(2007) Where We Belong
(2010)
It's Not the End of the World, But I Can See It from Here est une chanson du groupe gallois Lostprophets. Il s'agit du premier single issu de leur quatrième album, The Betrayed.

## Clip vidéo
Dans la vidéo le groupe joue sur un parking dans une grande ville. Peu à peu, tous les bâtiments environnants se 'brisent' et les fragments flottent dans le ciel, et bouchent le soleil. Il s'agit de la première vidéo avec Luke Johnson à la batterie.

## Classements hebdomadaires
| Classement (2009)              | Meilleure position |
| ------------------------------ | ------------------ |
| Écosse (OCC)                   | 17                 |
| Royaume-Uni (UK Singles Chart) | 16                 |
| Royaume-Uni (UK Rock Chart)    | 1                  |